# Serie A 2017-2018 (pallacanestro in carrozzina)
La Serie A 2017-18 è la 41ª edizione del massimo campionato italiano di pallacanestro in carrozzina.
Le squadre partecipanti sono 8 e contendono alla Briantea 84 Cantù il titolo.
Alle 7 squadre rimaste in serie A si aggiunge la Polisportiva Nordest Castelvecchio proveniente dalla serie B 2016-2017. Tuttavia la mancata iscrizione del Padova Millennium Basket ha portato al ripescaggio del Special Bergamo Sport Montello.

## Regolamento

### Formula
Le 8 squadre partecipanti disputano un gironi all'italiana, con partite d'andata e ritorno. Al termine della stagione regolare le prime quattro classificate sono ammesse ai play-off scudetto, da giocarsi in partite di andata e ritorno in semifinale e con una finale alla meglio delle tre, mentre l'ultima retroce in Serie B.
Per la stagione viene confermata la regola dell’obbligatorietà di almeno due italiani in campo e gli abbattimenti di punteggio per Under 23 e giocatrici donne.

## Stagione regolare

### Classifica
|  |    | Classifica stagione regolare 2017-2018 | PT | G  | V  | P  | PF   | PS   | Dif  | SD  |
|  | -- | -------------------------------------- | -- | -- | -- | -- | ---- | ---- | ---- | --- |
|  | 1. | UnipolSai Briantea 84 Cantù            | 24 | 14 | 12 | 2  | 1021 | 596  | 425  | 2-0 |
|  | 2. | Santo Stefano UBI Banca                | 24 | 14 | 12 | 2  | 1064 | 681  | 383  | 0-2 |
|  | 3. | DECO Group Amicacci Giulianova         | 20 | 14 | 10 | 4  | 968  | 745  | 223  | +3  |
|  | 4. | SSD Santa Lucia Roma                   | 20 | 14 | 10 | 4  | 938  | 760  | 178  | -3  |
|  | 5. | Cimberio HS Varese                     | 10 | 14 | 5  | 9  | 658  | 865  | -207 |     |
|  | 6. | GSD Porto Torres                       | 6  | 14 | 3  | 11 | 676  | 1111 | -435 |     |
|  | 7. | Special Bergamo Sport Montello         | 4  | 14 | 2  | 12 | 609  | 965  | -356 | 2-0 |
|  | 8. | Polisportiva Nordest Castelvecchio     | 4  | 14 | 2  | 12 | 738  | 949  | -211 | 0-2 |

### Calendario
| Prima giornata |                            |          |  |
| 04-11-17       |                            | 13-01-18 |  |
| 54-63          | Porto Torres - Varese      | 61-55    |  |
| 84-52          | S. Stefano - Castelvecchio | 74-51    |  |
| 77-40          | Giulianova - Bergamo       | 67-35    |  |
| 74-32          | Cantù - Roma               | 54-64    |  |

| Quarta giornata |                            |          |
| 25-11-17        |                            | 10-02-18 |
| 49-65           | Bergamo - Roma             | 41-83    |
| 34-66           | Varese - S. Stefano        | 35-76    |
| 42-82           | Porto Torres - Cantù       | 22-91    |
| 62-77           | Castelvecchio - Giulianova | 39-75    |

| Settima giornata |                        |          |
| 16-12-17         |                        | 03-03-18 |
| 57-59            | S. Stefano - Cantù     | 50-63    |
| 69-65            | Roma - Giulianova      | 68-75    |
| 49-73            | Bergamo - Porto Torres | 72-61    |
| 47-54            | Castelvecchio - Varese | 50-51    |

| Seconda giornata |                              |          |
| 11-11-17         |                              | 20-01-18 |
| 52-74            | Roma - S.Stefano             | 52-64    |
| 23-80            | Bergamo - Cantù              | 29-79    |
| 36-77            | Varese - Giulianova          | 42-64    |
| 86-55            | Castelvecchio - Porto Torres | 62-63    |

| Quinta giornata |                           |          |
| 02-12-17        |                           | 17-02-18 |
| 71-38           | Cantù - Giulianova        | 57-58    |
| 113-46          | S. Stefano - Porto Torres | 90-41    |
| 68-44           | Roma - Varese             | 66-38    |
| 62-42           | Bergamo - Castelvechio    | 59-49    |

| Terza giornata |                           |          |
| 18-11-17       |                           | 27-01-18 |
| 85-48          | Giulianova - Porto Torres | 80-34    |
| 65-54          | Cantù - Varese            | 78-44    |
| 88-22          | S. Stefano - Bergamo      | 84-44    |
| 65-42          | Roma - Castelvecchio      | 72-63    |

| Sesta giornata |                         |          |
| 09-12-17       |                         | 24-02-18 |
| 48-44          | Varese - Bergamo        | 59-50    |
| 40-95          | Porto Torres - Roma     | 37-87    |
| 56-64          | Giulianova - S. Stefano | 74-80    |
| 86-39          | Cantù - Castelvecchio   | 82-44    |

## Play-off

### Tabellone
|  | Semifinali | Semifinali          | Semifinali          | Semifinali | Semifinali |  |  | Finale | Finale              | Finale              | Finale | Finale |  |
|  |            |                     |                     |            |            |  |  |        |                     |                     |        |        |  |
|  | 1          | Briantea 84 Cantù   | 50                  | 58         | 64         |  |  |        |                     |                     |        |        |  |
|  | 4          | Santa Lucia Roma    | 51                  | 47         | 55         |  |  | 1      | Briantea 84 Cantù   | Briantea 84 Cantù   | 63     | 76     |  |
|  | 2          | Santo Stefano       | Santo Stefano       | 58         | 55         |  |  | 3      | Amicacci Giulianova | Amicacci Giulianova | 58     | 71     |  |
|  | 3          | Amicacci Giulianova | Amicacci Giulianova | 73         | 59         |  |  |        |                     |                     |        |        |  |

### Semifinali
Ogni serie è al meglio delle 3 partite. L'ordine delle partite è: gara-1 ed eventuale gara-3 in casa della meglio classificata, gara-2 in casa della peggior classificata.

#### Cantù - Roma
| Arbitri: | Zamponi Rambelli Volpe |

|            |          |              |
| Berdun 12  | Punti    | 18 Fares     |
| Berdun 6   | Assist   | 4 Stupenengo |
| Esteche 10 | Rimbalzi | 16 Cavagnini |

| Roma 14 aprile 2018, ore 17:00 | SSD Santa Lucia Roma | 47 – 58 (11-16; 22-28; 33-45) referto | UnipolSai Briantea 84 Cantù | Palestra Fondazione Santa Lucia |
| \| \| \| \| \| Cavagnini 24 \| Punti \| 17 Berdun \| \| Stupenengo 5 \| Assist \| 13 Berdun \| \| Cavagnini 11 \| Rimbalzi \| 8 Papi \| |                      |                                       |                             |                                 |
| |                      |                                       |                             |                                 |
| Cavagnini 24 | Punti                | 17 Berdun                             |                             |                                 |
| Stupenengo 5 | Assist               | 13 Berdun                             |                             |                                 |
| Cavagnini 11 | Rimbalzi             | 8 Papi                                |                             |                                 |

| Seveso 21 aprile 2018, ore 20:30 | UnipolSai Briantea 84 Cantù | 64 – 55 (15-12; 30-26; 46-39) referto   | SSD Santa Lucia Roma | Palasport di Seveso |
| \| \| \| \| \| Berdun 22 \| Punti \| 21 Vera Antequera \| \| Esteche 4 \| Assist \| 2 Cavagnini, Stupenengo, Vera Antequera \| \| Sagar 16 \| Rimbalzi \| 14 Cavagnini \| |                             |                                         |                      |                     |
| |                             |                                         |                      |                     |
| Berdun 22 | Punti                       | 21 Vera Antequera                       |                      |                     |
| Esteche 4 | Assist                      | 2 Cavagnini, Stupenengo, Vera Antequera |                      |                     |
| Sagar 16 | Rimbalzi                    | 14 Cavagnini                            |                      |                     |

#### Santo Stefano - Giulianova
| Arbitri: | Lastelli Graziani Cristiano |

|             |          |             |
| Mehiaoui 27 | Punti    | 27 De Maggi |
| Mehiaoui 8  | Assist   | 7 Brown     |
| Mehiaoui 9  | Rimbalzi | 15 De Maggi |

| Alba Adriatica 14 aprile 2018, ore 18:00                                                                                                 | DECO Group Amicacci Giulianova | 59 – 55 (19-8; 28-24; 46-41) referto | Santo Stefano UBI Banca |  |
| \| \| \| \| \| De Maggi 23 \| Punti \| 21 Bedzeti \| \| Brown 8 \| Assist \| 15 Mehiaoui \| \| De Maggi 15 \| Rimbalzi \| 10 Mehiaoui \| |                                |                                      |                         |  |
| |                                |                                      |                         |  |
| De Maggi 23 | Punti                          | 21 Bedzeti                           |                         |  |
| Brown 8 | Assist                         | 15 Mehiaoui                          |                         |  |
| De Maggi 15 | Rimbalzi                       | 10 Mehiaoui                          |                         |  |

### Finale
La serie è al meglio delle 3 partite. L'ordine delle partite è: gara-1 ed eventuale gara-3 in casa della miglior classificata.

#### Cantù - Giulianova
| Seveso 12 maggio 2018, ore 17:00                                                                                                 | UnipolSai Briantea 84 Cantù | 63 – 58 (17-14; 29-26; 44-46) referto | DECO Group Amicacci Giulianova | Palasport di Seveso |
| \| \| \| \| \| Berdun 18 \| Punti \| 29 De Maggi \| \| Berdun 8 \| Assist \| 7 Brown \| \| Sagar 9 \| Rimbalzi \| 14 De Maggi \| |                             |                                       |                                |                     |
| |                             |                                       |                                |                     |
| Berdun 18 | Punti                       | 29 De Maggi                           |                                |                     |
| Berdun 8 | Assist                      | 7 Brown                               |                                |                     |
| Sagar 9 | Rimbalzi                    | 14 De Maggi                           |                                |                     |

| Arbitro: | Rojas |

|                 |          |            |
| Macek 22        | Punti    | 33 Berdun  |
| Brown, Miceli 5 | Assist   | 7 Berdun   |
| Gim 8           | Rimbalzi | 8 Raourahi |

## Verdetti
- Campione d'Italia:  UnipolSai Briantea84 Cantù
- Retrocessioni in B: Polisportiva Nordest Castelvecchio